# منتخب الصين لسباعيات الرغبي
منتخب الصين لسباعيات الرغبي هو ممثل الصين الرسمي في المنافسات الدولية في سباعيات الرغبي
.